# Техническая улица (Екатеринбург)
Техни́ческая улица — улица и одна из основных магистралей в жилых районах «Сортировочный» и «Семь Ключей» Железнодорожного административного района Екатеринбурга, а также одна из самых длинных улиц города (после проспекта Космонавтов, улиц Шефской, 8 Марта и Московской). Получилась путём объединения в 1950-х годах следующих улиц: улица Будённого (теперешний участок между Коуровской и Расточной ул.), Херсонская улица (между Расточной и Дружининской ул.), Рязанская улица (между Ангарской и Матросской ул.), улица Молокова (между Матросской и Решётской ул.)

## Расположение и благоустройство
Техническая улица проходит с юго-востока на север-запад. Начинается от улицы Бебеля и заканчивается на Решетской улице в микрорайоне «Семь Ключей». Пересекается с Теплоходным проездом и улицами Миномётчиков, Надеждинской, Сортировочной, Коуровской, Ватутина, Маневровой, Расточной, Кишинёвской, Коммунальной, Дружининской, Ангарской, Енисейской, Камской, Волжской, Водопьянова, Матросской, Байдукова и Белякова.

## Примечательные здания и сооружения

Памятник «челнокам», Екатеринбург, около ТЦ «Таганский Ряд».

- № 14 корпус 2 — 27-этажный жилой дом (сдан в 2011)
- № 28а — Стоматологическая поликлиника № 12
- № 34 — Административное здание с магазинами (бывший «Дом быта»).
- № 39 — Административное здание с магазинами (бывший «Детский мир»).
- № 54 — Детская музыкальная школа № 7 им. Рахманинова С. В. (бывшая воинская часть)
- № 62 — Жилой дом в стиле "сталинского неоклассицизма" (1950) с почтой
- № 66 — Жилой дом в стиле «сталинского неоклассицизма» (1951)
- № 81 — Жилой дом в стиле «сталинского неоклассицизма» (1956) с детской библиотекой № 11 им. Макаренко А. С..
- № 87 — Учебный центр ОАО «РЖД» (бывш. дорожно-техническая школа)
- № 99 — Школа-интернат № 13.
- Памятник почётному стрелочнику.
- Памятник челнокам.

## Транспорт

### Наземный общественный транспорт

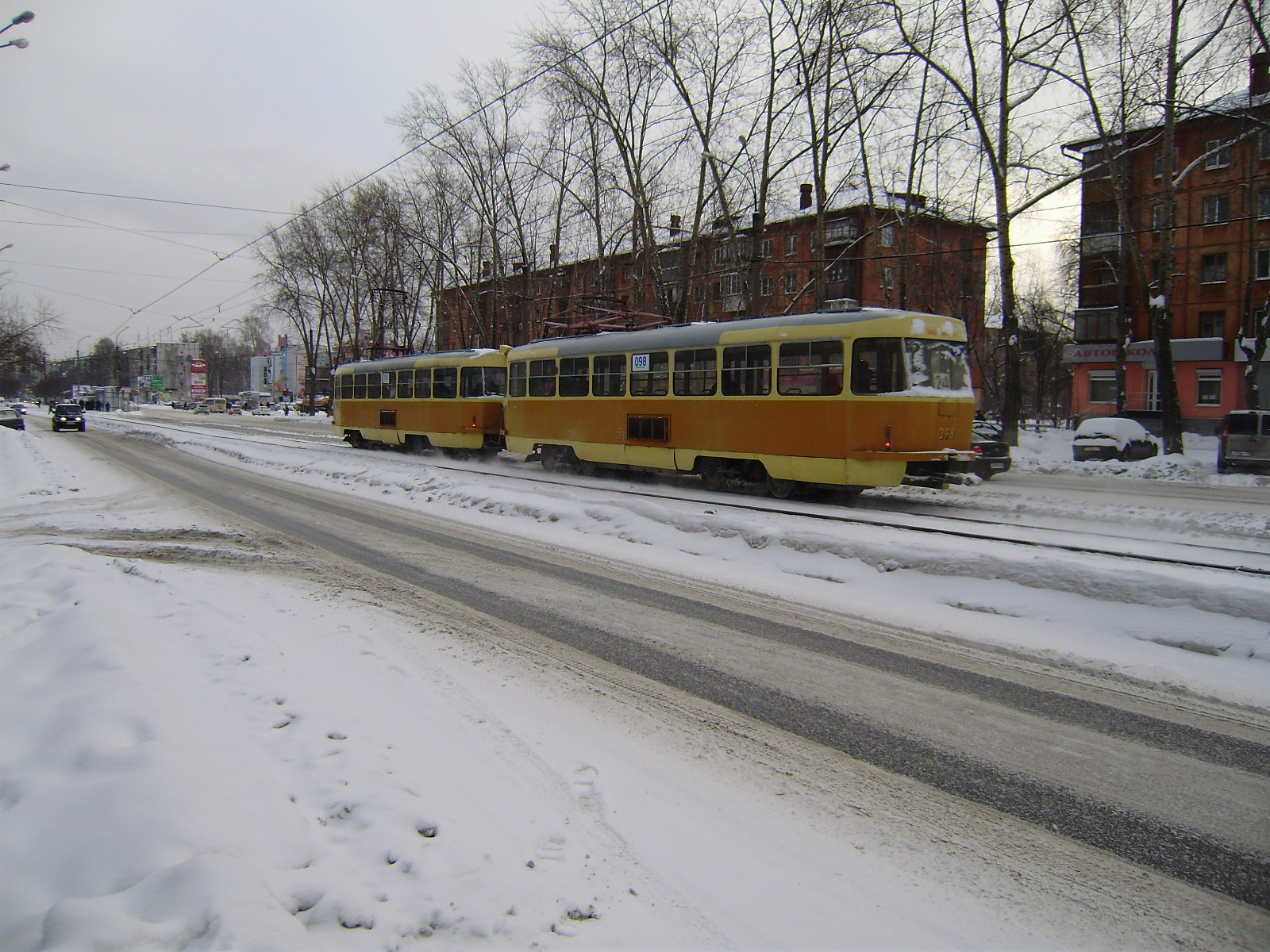
Трамвай 24 маршрута на улице

По улице курсируют множество маршрутов городского автобуса, трамвая, маршрутного такси.

### Ближайшие станции метро
Действующих станций Екатеринбургского метрополитена не имеется, линий метро к улице проводить не запланировано.